# Bent Solhof
Bent Solhof (født 17. december 1937, død 23. juni 2016) var en dansk pædagog og skaber af Prop og Berta.